# Randi Degn
Rand Degn (29 giugno 1989) è un'arciere danese.

## Palmarès
- Europei

Antalya 2021: bronzo nella gara a squadre.
- Giochi europei

Minsk 2019: bronzo nella gara a squadre.